# District de Bonghwa
Le district de Bonghwa est un district de la province du Gyeongsang du Nord, en Corée du Sud.

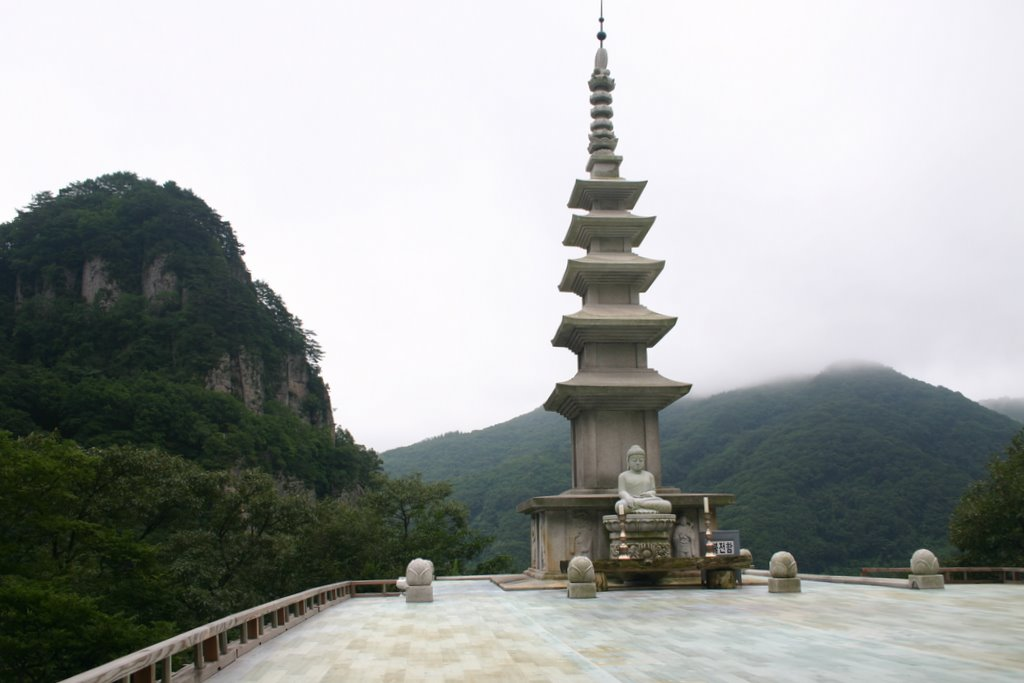
Temple Cheongnyang à Myeongho-myeon

## Personnalités liées à la commune
- Kim Ki-duk (1960-2020), scénariste, producteur, réalisateur et monteur sud-coréen.